# Rakitnia-2
Rakitnia-2 (ros. Ракитня-2) – wieś (ros. деревня, trb. dieriewnia) w zachodniej Rosji, w osiedlu wiejskim Gniozdowskoje rejonu smoleńskiego w obwodzie smoleńskim.

## Geografia
Miejscowość położona jest nad rzeką Olsza, 1,5 km od przystanku kolejowego Rakitnaja, 2 km od drogi federalnej R120 (Orzeł – Briańsk – Smoleńsk – Witebsk), 6 km od drogi magistralnej M1 «Białoruś», 1,5 km od centrum administracyjnego osiedla wiejskiego (Nowyje Batieki), 13,5 km od centrum Smoleńska.
W granicach miejscowości znajdują się ulice: Borowaja, Centralnaja, Dorożnaja, Lesnaja, Ługowaja, Mołodiożnaja, Riecznaja, Stancyonnaja, Zawodskaja.

## Demografia
W 2010 r. miejscowość liczyła sobie 428 mieszkańców.